# Amélia IV (iate)
Se procura a unidade quase homónima da Marinha Portuguesa, veja Cruzador Rainha D. Amélia.
O Amélia IV foi um navio comprado pelo Rei D. Carlos I de Portugal, em 1901, para servir de iate Real, de navio de guerra e de navio hidrográfico.

## História
Originalmente chamado Banshee, o Amélia IV foi o quarto iate, baptizado com este nome, adquirido pelo Rei D. Carlos I, para ser usado nas suas campanhas oceanográficas. Tal com os três primeiros iates, este foi também rebaptizado em homenagem à sua mulher, a rainha D. Amélia de Orleães. O navio chegou a Cascais a 2 de novembro de 1901.
Como os anteriores, o Amélia IV foi projetado para servir não só de iate, mas para ser multifunções. No entanto, a multifuncionalidade no Amélia IV ia bastante mais além do que nos antecessores já que projeto do navio era o de um cruzador de 2ª classe que, além de poder servir de navio de guerra para a Marinha Portuguesa, tinha instalações para ser utilizado como iate Real e como navio de investigação ocenográfica.
Com este navio, D. Carlos I continuou as campanhas de investigação no mar, que o tornaram num dos maiores oceanógrafos e cientistas marítimos portugueses.
Na sequência do golpe militar que implantou a república em Portugal, em 5 de outubro de 1910, foi no iate Amélia IV que o último Rei de Portugal, D. Manuel II e a sua família embarcaram, a partir da Ericeira, para se dirigirem para o exílio, sendo conduzidos a Gibraltar.
Em 1911, o regime republicano decidiu rebatizar o navio em honra da data em que tomou o poder. O navio passou assim a designar-se NRP Cinco de Outubro, sendo considerado, permanentemente, como cruzador.
Em 1912 o Cinco de Outubro foi reclassificado com aviso, sendo, essencialmente empregue como navio hidrográfico. Até 1937 participou nas missões hidrográficas na costa de Portugal Continental e no arquipélago da Madeira.
De observar que, também em 1901, foi incorporado na Marinha Portuguesa um navio quase homónimo, o cruzador Rainha D. Amélia. Este navio passou a ser designado NRP República, depois de 5 de outubro de 1910.

## Design
O navio foi construído com o casco em aço. Tinha seis embarcações miúdas uma das quais era movida a eletricidade e, a outra, a vapor. Dispunha de todos os equipamentos necessários para trabalhos oceanográficos.